# Vic Militello
Vicência Militello Martelli, conhecida como Vic Militello (São Paulo, 17 de fevereiro de 1943 - São Paulo, 28 de janeiro de 2017), foi uma atriz brasileira.
Era filha dos atores circenses Dirce Militello e Humberto Militello, e irmã da atriz Laudi Fernandes.

## Biografia
Quando criança, Vic Militello participou de várias peças de teatro infantil e shows de canto popular. Na adolescência ingressou no teatro e em seguida foi convidada a participar da comédia Deu a Louca no Cangaço (1969), filme de Fauzi Mansur e Nelson Teixeira Mendes.
Sua fama nacional veio com a telenovela Estúpido Cupido (1976), quando deu vida à personagem Joana d'Arc. Se destacou ainda por suas participações nas novelas Vereda Tropical (1984), Kubanacan (2002) e Floribella (2006). No cinema, seus principais trabalhos foram em Beijo 2348/72 (1990), Bellini e a Esfinge (2001) e O Homem do Ano (2003). A atriz morreu em 2017, aos 73 anos. Ela lutava contra um câncer desde 2013.
Ganhou diversos prêmios de interpretação e seus principais trabalhos no cinema foram em Beijo 2348/72, Bellini e a Esfinge e O Homem do Ano. Na televisão, participou de telenovelas como Estúpido Cupido (1976/1977), Vereda Tropical (1984/1985)  e Kubanacan (2003/2004), todas da Rede Globo. Na Rede Bandeirantes, participou de Floribella. Foi parte do Movimento Humanos Direitos.
Vic Militello foi casada com Rafael Martelli Neto (1962 a 1971), com quem teve uma filha, a autora, atriz e dubladora Laudi Regina Martelli.
Vic morreu devido a complicações de um câncer, do qual já tratava há dois anos. O velório da atriz foi realizado no Teatro Arena e o sepultamento no Cemitério do Araçá.

## Filmografia

### Televisão
| Ano     | Título                        | Papel              | Notas                            | Emissora          |
| ------- | ----------------------------- | ------------------ | -------------------------------- | ----------------- |
| 1967    | Sítio do Picapau Amarelo      | Mulher Barbada     |                                  | Rede Bandeirantes |
| 1976    | Estúpido Cupido               | Joana d'Arc        |                                  | Rede Globo        |
| 1980    | Um Homem muito Especial       | Iolanda            |                                  | Rede Tupi         |
| 1980    | Drácula, Uma História de Amor | Yolanda            |                                  | Rede Bandeirantes |
| 1982    | As Cinco Panelas de Ouro      | Dona Emília Mourão |                                  | TV Cultura        |
| 1982    | Pensão da Inocência           | Inocência          |                                  | TV Cultura        |
| 1984    | Vereda Tropical               | Teda Bara          |                                  | Rede Globo        |
| 1988    | O Primo Basílio               | Carvoeira          |                                  | Rede Globo        |
| 1988    | Olho por Olho                 | Otávia             |                                  | Rede Manchete     |
| 1994    | Memorial de Maria Moura       | Agatha             |                                  | Rede Globo        |
| 1994    | Você Decide                   | —                  | 1 episódio                       | Rede Globo        |
| 1995    | Tocaia Grande                 | Dora Pão-de-Ló     |                                  | Rede Manchete     |
| 1999    | Você Decide                   | —                  | (ep. Bruxaria e Matriz e filial) | Rede Globo        |
| 2000    | Uga Uga                       | Dominatrix         |                                  | Rede Globo        |
| 2003    | Kubanacan                     | Vicky              |                                  | Rede Globo        |
| 2003    | Sítio do Picapau Amarelo      | Mulher-barbada     | Temporada 3                      | Rede Globo        |
| 2005–06 | Floribella                    | Helga Beethoven    | Temporadas 1–2                   | Rede Bandeirantes |

### Cinema
| Ano  | Título                                     | Papel                |
| ---- | ------------------------------------------ | -------------------- |
| 1969 | Deu a Louca no Cangaço                     | —                    |
| 1969 | 2000 Anos de Confusão                      | Noiva                |
| 1974 | Onanias, o Poderoso Machão                 | —                    |
| 1975 | O Rei da Noite                             | Maria das Graças     |
| 1975 | Eu Faço... Elas Sentem                     | —                    |
| 1976 | Como Consolar Viúvas                       | Marieta              |
| 1976 | Pesadelo Sexual de Um Virgem               | —                    |
| 1981 | As Prostitutas do Dr. Alberto              | Marta                |
| 1987 | Romance da Empregada                       | Amiga de Fausta      |
| 1990 | Beijo 2348/72                              | Madame               |
| 1996 | Correspondência                            | Dona Maria           |
| 2001 | Bellini e a Esfinge                        | Big Luiza            |
| 2002 | Xuxa e os Duendes 2 - No Caminho das Fadas | Bruxa Desdêmona      |
| 2003 | O Homem do Ano                             | tia Laura            |
| 2005 | Mais Uma Vez Amor                          | vizinha em São Paulo |
| 2010 | A Guerra dos Vizinhos                      | Dona Lurdes          |
| 2011 | Amanhã Nunca Mais                          | Olga                 |